# دهستان عرب‌آباد افشار
دهستان عرب آباد افشار دهستانی در بخش مرکزی شهرستان چهارباغ، استان البرز در ایران است.

## جمعیت
براساس سرشماری مرکز آمار ایران در سال ۱۳۹۵، جمعیت آن ۳،۱۹۲ نفر بوده‌است.